# Didier Artzet
Pas d'image ? Cliquez ici
Didier Artzet, né le 10 février 1963 à Nice, est un pilote automobile français.
Didier Artzet, a disputé le championnat international de Formule 3000 1990 pour l'écurie Apomatox. Il a également couru une partie de la saison 1988 et 1989 pour l'écurie Racetech.
Il a notamment remporté la prestigieuse épreuve de Formule 3 au Grand Prix de Monaco 1987 et le premier trophée Peugeot 505 en 1986.